# 伝言ゲーム
伝言ゲーム（でんごんゲーム）とは、グループ内で人から人へ言葉（メッセージ）を順に伝え、正確に伝わらない様を楽しむ遊びである。また「伝言ゲーム」という表現は、内容の不正確さが次第に増していくような、人づての情報伝達方法の比喩としても用いられる。

## 概要
グループをつくり、一列または円状になり、列の先頭の人に元となる一定のメッセージを一度だけまたはごく短い時間の間に伝え、伝えられた人はその言葉を次の人に耳打ちし、それを最後の人に伝えるまで繰り返し、最後の人は自分が聞かせてもらったと思う言葉を発表し、元の言葉と発表された言葉が一致するかどうか、またどの程度違っているかを楽しむ遊びである。言葉（文字）の連続のみならず、受け取った言葉をもとにジェスチャーやイラストでいったん出力した上で、それを見て言葉に置き換えることを繰り返して遊ぶ場合もある。
世界各国に同様の遊びが存在する。英語では「Chinese whispers」「broken telephone（壊れた電話）」などと呼び、フランス語では「téléphone arabe（アラブの電話）」、ポルトガル語では「Telefone sem fio 壊れた電話（線の切れた電話）」と言い、アラビア語でも「壊れた電話」という意味の表現をする。
同人数のグループを複数つくり、正確に伝えることを目指して競い合い、にもかかわらず互いに不正確になってしまう様を楽しむ。一般的には、ひとつのグループは一列になり、隣のグループには聞こえないように小さなささやき声でひそひそと伝えてゆく。メッセージの誤りは、伝言が繰り返されるにつれ増してゆき、6 - 7人先に伝えられた段階ではメッセージは元のものとはかなり異なってしまう。ごく簡単な文章でも正確に伝わらず、意外なほどにメッセージが正確に伝わらない。それを楽しむ遊びである。遊びとしては、元の言葉と伝言の連鎖の先の言葉が異なれば異なるほど面白い。
こういった遊びは一般的に音声で行われるが、大人向けでは不確実性を増すために「背中に文字を書いてメッセージを伝える」ということも行われることがある。結果的に「昨日うちの猫が仔猫を4匹産んだ」が「さのららさの苗かこめこ4きんだ」など意味不明で呪文のような言葉になってしまうことも珍しくない。その滑稽さを楽しむものである。
2016年頃からイヤホンなどで大音量の音楽を流しながら伝言ゲームを行う「イヤホンガンガン伝言ゲーム」という遊びが女子高校生を中心に流行した。ほとんど声が聞こえなくなることから全く的外れな内容になっていく様子を楽しむもので、流行後はYouTuberや芸能人などもこの遊びを行い、その様子がインターネットの動画共有サイトなどに多く投稿された。しかし、あまりにも大きな音量を流すことで音響外傷による難聴となる可能性もあると、耳鼻科医からの指摘もある。